# Hypnum distichum
Hypnum distichum là một loài Rêu trong họ Hypnaceae. Loài này được Sw. mô tả khoa học đầu tiên năm 1801.